# Robert de La Villehervé

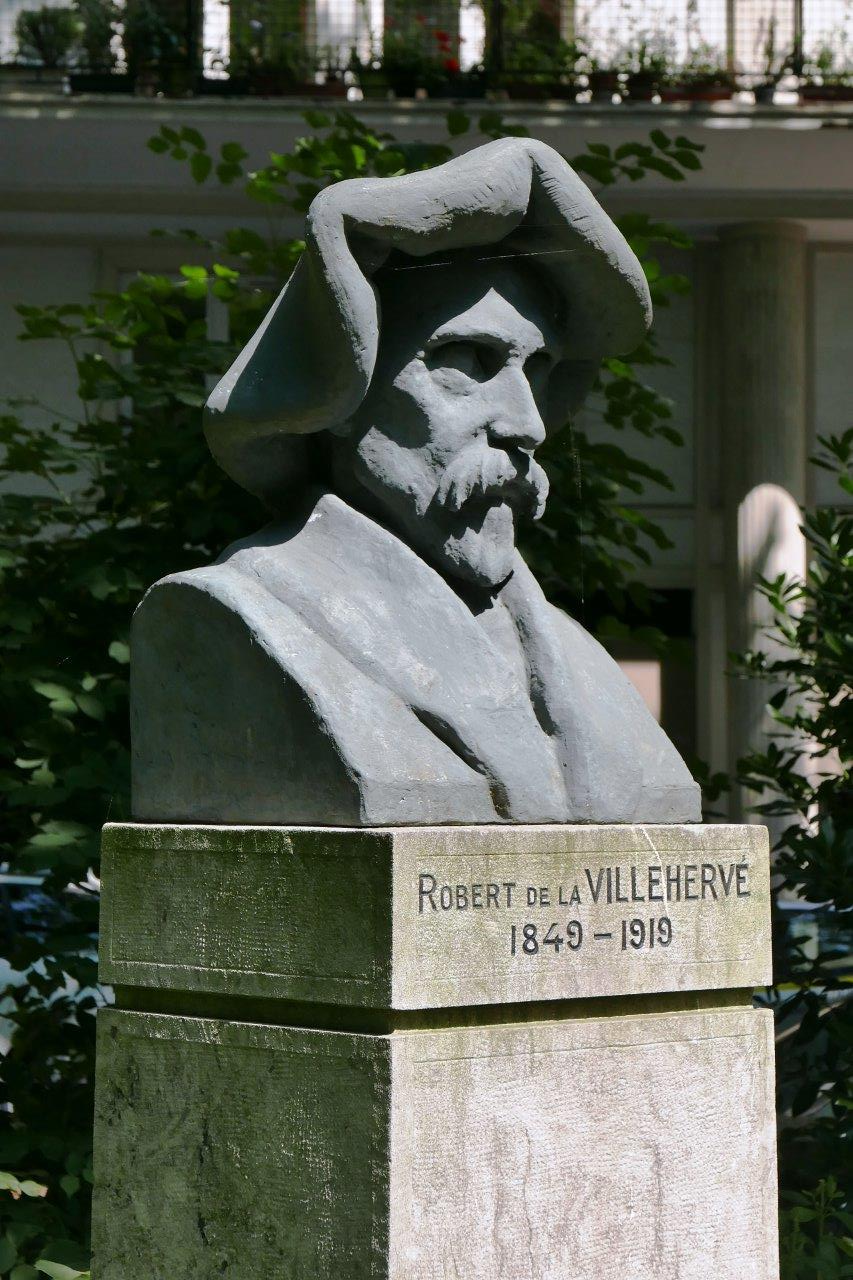
Buste de Robert de la Villehervé (square Saint-Roch, Le Havre)

Robert Le Minihy de La Villehervé, född den 15 november 1849 i Ingouville, död den 14 augusti 1919 i Le Havre, var en fransk författare. 
de La Villehervé debuterade 1876 med Premières poésies, som följdes av bland annat diktsamlingarna La chanson des roses (1882), Toute la comédie (1889), Les armes fleuries (1892), Morale (1894) och La petite ville (1914), romanerna Le gars Perrier (1885) och La princesse pâle (1889) samt flera komedier (La comédie du juge, 1903, med flera), vådeviller och lyriska versdramer. de La Villehervé, som kallades "den siste romantikern", var direkt lärjunge till Banville och Les parnassiens.